# Westwood (Nova Jersey)
Westwood és una població dels Estats Units a l'estat de Nova Jersey. Segons el cens del 2008 tenia 10.699 habitants.

## Demografia
Segons el cens del 2000, Westwood tenia 10.999 habitants, 4.485 habitatges, i 2.879 famílies. La densitat de població era de 1.830,5 habitants per km².
Dels 4.485 habitatges en un 28,4% hi vivien nens de menys de 18 anys, en un 53,3% hi vivien parelles casades, en un 8% dones solteres, i en un 35,8% no eren unitats familiars. En el 31,1% dels habitatges hi vivien persones soles el 13,4% de les quals corresponia a persones de 65 anys o més que vivien soles. El nombre mitjà de persones vivint en cada habitatge era de 2,42 i el nombre mitjà de persones que vivien en cada família era de 3,08.
Per edats la població es repartia de la següent manera: un 21,5% tenia menys de 18 anys, un 5,6% entre 18 i 24, un 33,6% entre 25 i 44, un 23,4% de 45 a 60 i un 15,9% 65 anys o més.
L'edat mediana era de 39 anys. Per cada 100 dones de 18 o més anys hi havia 85,1 homes.
La renda mediana per habitatge era de 59.868 $ i la renda mediana per família de 77.105 $. Els homes tenien una renda mediana de 50.800 $ mentre que les dones 42.459 $. La renda per capita de la població era de 32.083 $. Aproximadament l'1,8% de les famílies i el 4,4% de la població estaven per davall del llindar de pobresa.

## Personatges il·lustres
- James Gandolfini (1961 - 2013) actor

## Poblacions més properes
El següent diagrama mostra les poblacions més properes.